# Niżni Hawrani Zwornik

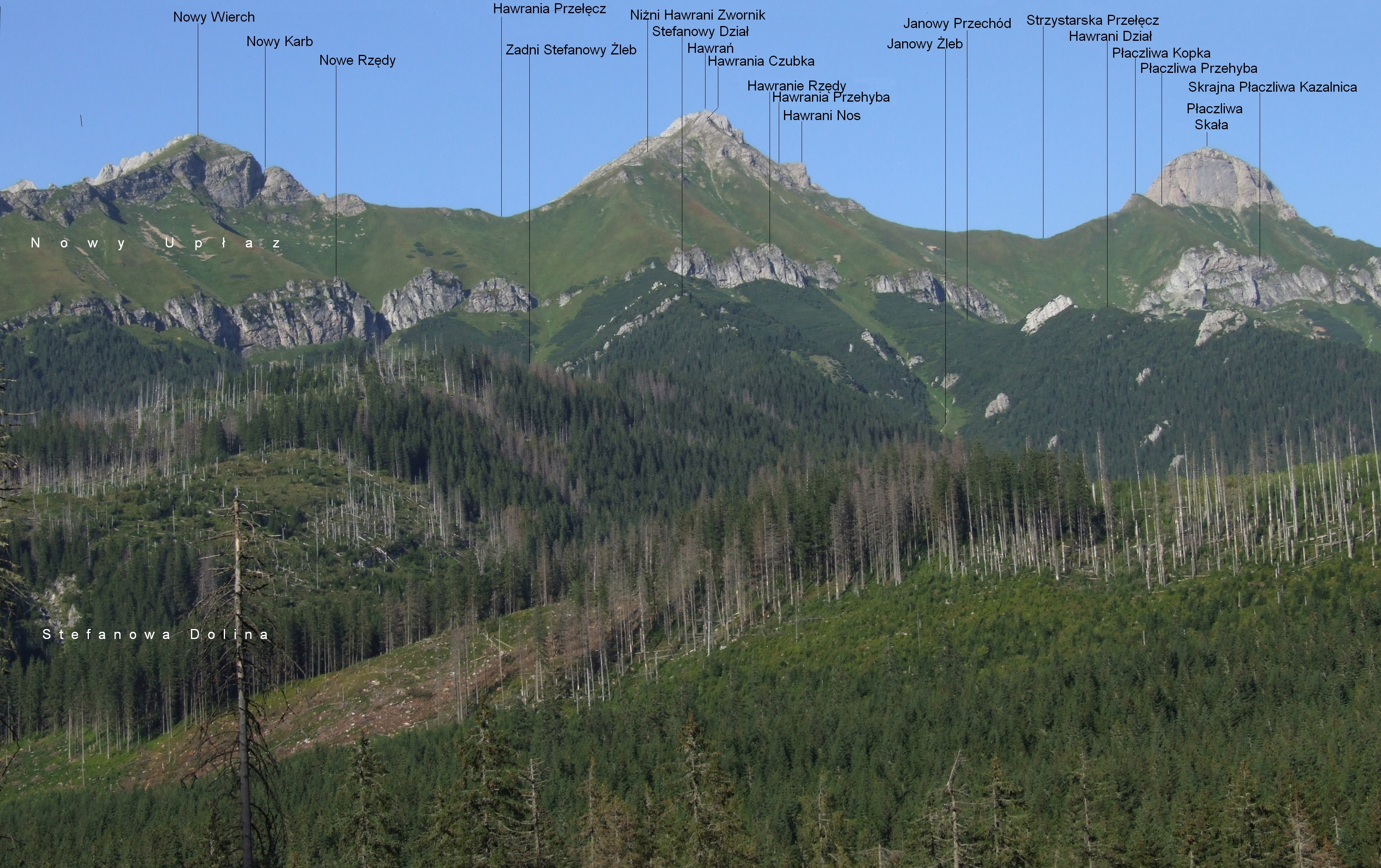

Niżni Hawrani Zwornik (ok. 2000 m) – znajdujący się w zachodniej grani Hawrania w Tatrach Bielskich na Słowacji zwornik dla odbiegającego na południe bocznego Stefanowego Działu. Położony jest w grani głównej Tatr Bielskich pomiędzy Hawranią Czubką (ok. 2125 m) i Hawranią Przełęczą (1919 m). Oprócz tego, że jest zwornikiem niczym się w tej grani nie wyróżnia. Jego nazwę utworzył Władysław Cywiński w 4 tomie przewodnika Tatry. Północne stoki Hawraniego Zwornika opadają do Hawraniego Kotła, południowo-wschodnie do najwyższej części Janowego Żlebu, południowo-wschodnie do Zadniego Stefanowego Żlebu. Z wszystkich stron można na Niżni Hawrani Zwornik wejść bez trudności, ale jest to zamknięty dla turystów i taterników obszar ochrony ścisłej TANAP-u.